# Augusta di Cambridge
Augusta di Cambridge, granduchessa consorte di Meclemburgo-Sterlitz (Hannover, 19 luglio 1822 – Neustrelitz, 5 dicembre 1916), era un membro della famiglia reale britannica, una nipote di Giorgio III del Regno Unito. Si sposò all'interno del Casato Granducale di Meclemburgo-Strelitz e diventò Granduchessa di Meclemburgo-Strelitz.

## Infanzia

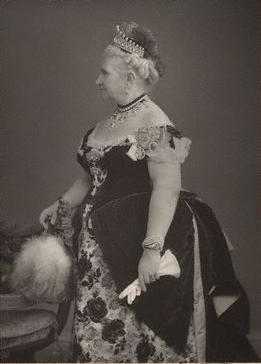
Augusta di Gran Bretagna in una fotografia d'epoca

La principessa Augusta nacque il 19 luglio 1822 nel Palazzo di Montbrillant ad Hannover. Suo padre era il Principe Adolfo, Duca di Cambridge, settimo figlio maschio di re Giorgio III del Regno Unito e di Carlotta di Meclemburgo-Strelitz. Sua madre era la Principessa Augusta d'Assia-Kassel. La giovane principessa fu battezzata in quello stesso luogo il 16 agosto 1822 dal Rev. Edward Curtis Kemp, cappellano dell'ambasciatore britannico alla Corte di Berlino, The Rt. Hon. Sir George Rose.
Tre dei suoi padrini erano presenti al battesimo:
- la principessa Carolina, Langravio Federico d'Assia-Kassel (sua nonna materna)
- la principessa Luisa di Nassau-Usingen (presumibilmente sua zia materna)
- la principessa Luisa, Langravia d'Assia (sua zia materna o per matrimonio o di sangue).

I rimanti padrini e madrine non erano presenti, rappresentati per procura:
- il Duca di York (suo zio paterno)
- tutte e sei le sue zie paterne (di sangue)
  - la Regina Carlotta di Württemberg
  - la Principessa Augusta Sofia
  - la Langravia d'Assia-Homburg
  - la Duchessa di Gloucester
  - la Principessa Sofia
- l''Elettrice d'Assia (moglie di Guglielmo II, cugino di sua madre)
- la Granduchessa di Meclemburgo (sua zia materna)
- la Principessa Carlotta, Langravia Guglielmo d'Assia-Kassel (moglie di suo zio materno)[1].

La principessa Augusta trascorse i primi anni della sua vita ad Hannover, dove il padre era viceré in nome del fratello re Giorgio IV.
La principessa Augusta aveva un fratello, il Principe Giorgio, poi Duca di Cambridge, e una sorella, la Principessa Maria Adelaide, poi Duchessa di Teck. Come tale, la principessa Augusta era una cugina di primo grado della Regina Vittoria e zia di Mary di Teck, poi consorte di re Giorgio V.

## Matrimonio
Il 28 giugno 1843 la principessa Augusta sposò suo cugino, Federico Guglielmo di Meclemburgo-Strelitz, a Buckingham Palace a Londra (i due erano anche cugini di secondo grado da parte dei loro padri). Dopo il matrimonio, Augusta diventò S.A.R. la Granduchessa ereditaria di Meclemburgo-Strelitz e, il 6 settembre 1860, S.A.R. la Granduchessa di Meclemburgo-Strelitz in seguito alla morte di suo suocero.
Dal matrimonio con Federico Guglielmo nacquero due figli:
- Federico Guglielmo, Principe ereditario (nato e morto 13 gennaio 1845)
- Duca Adolfo Federico (22 luglio 1848–11 giugno 1914)

## Ultimi anni e morte
Anche se trascorse gran parte della sua vita adulta in Germania, la Granduchessa Augusta mantenne stretti legami personali con la famiglia reale britannica. Visitava frequentemente la madre, la Duchessa di Cambridge, nei suoi appartamenti a Kensington Palace.
Dopo la morte della madre nel 1889, la Granduchessa acquistò una casa a Londra, dove trascorse una parte dell'anno, fino in età avanzata, quando le era impossibile viaggiare all'estero.
Venne consultata per i preparativi del matrimonio tra re Edoardo VII e Alessandra di Danimarca, per l'abbigliamento e l'etichetta, in quanto fu presente all'incoronazione di re Guglielmo IV e a quella della regina Vittoria, per le quali non esistevano descrizioni scritte.
Era particolarmente affezionata a sua nipote, la futura regina Mary. Tuttavia, la vecchiaia le impedì di partecipare all'incoronazione di re Giorgio V e della regina Mary all'Abbazia di Westminster il 22 giugno 1911.
In seguito allo scoppio della prima guerra mondiale, il governo britannico sospese la pensione che riceveva come membro della famiglia reale britannica. Durante la guerra, l'ambasciata svedese passava lettere scritte della regina a sua zia, che viveva ancora in Germania.
Augusta morì il 5 dicembre 1916, a Neustrelitz e fu sepolta a Mirow. Come nipote più longeva di re Giorgio III, con la sua morte si estinse definitivamente il ramo britannico della Casa di Hannover.

## Antenati
|                                  |                            |                                                    | Genitori                                                              |  |  | Nonni |  |  | Bisnonni             |  |  | Trisnonni                   |  |
|                                  |                            |                                                    |                                                                       |  |  |       |  |  | Federico di Hannover |  |  | Giorgio II di Gran Bretagna |  |
|                                  |                            |                                                    |                                                                       |  |  |       |  |  | Federico di Hannover |  |  | Giorgio II di Gran Bretagna |  |
|                                  |                            | Carolina di Brandeburgo-Ansbach                    |                                                                       |  |  |       |  |  | Federico di Hannover |  |  |                             |  |
| Giorgio III del Regno Unito      |                            |                                                    |                                                                       |  |  |       |  |  | Federico di Hannover |  |  |                             |  |
|                                  |                            | Augusta di Sassonia-Gotha-Altenburg                | Federico II di Sassonia-Gotha-Altenburg                               |  |  |       |  |  |                      |  |  |                             |  |
|                                  |                            | Augusta di Sassonia-Gotha-Altenburg                | Federico II di Sassonia-Gotha-Altenburg                               |  |  |       |  |  |                      |  |  |                             |  |
|                                  |                            | Augusta di Sassonia-Gotha-Altenburg                | Maddalena Augusta di Anhalt-Zerbst                                    |  |  |       |  |  |                      |  |  |                             |  |
| Adolfo di Hannover               |                            | Augusta di Sassonia-Gotha-Altenburg                |                                                                       |  |  |       |  |  |                      |  |  |                             |  |
|                                  |                            | Carlo Ludovico Federico di Meclemburgo-Strelitz    | Adolfo Federico II di Meclemburgo-Strelitz                            |  |  |       |  |  |                      |  |  |                             |  |
|                                  |                            | Carlo Ludovico Federico di Meclemburgo-Strelitz    | Adolfo Federico II di Meclemburgo-Strelitz                            |  |  |       |  |  |                      |  |  |                             |  |
|                                  |                            | Carlo Ludovico Federico di Meclemburgo-Strelitz    | Cristiana Emilia di Schwarzburg-Sondershausen                         |  |  |       |  |  |                      |  |  |                             |  |
| Carlotta di Meclemburgo-Strelitz |                            | Carlo Ludovico Federico di Meclemburgo-Strelitz    |                                                                       |  |  |       |  |  |                      |  |  |                             |  |
|                                  |                            | Elisabetta Albertina di Sassonia-Hildburghausen    | Ernesto Federico I di Sassonia-Hildburghausen                         |  |  |       |  |  |                      |  |  |                             |  |
|                                  |                            | Elisabetta Albertina di Sassonia-Hildburghausen    | Ernesto Federico I di Sassonia-Hildburghausen                         |  |  |       |  |  |                      |  |  |                             |  |
|                                  |                            | Elisabetta Albertina di Sassonia-Hildburghausen    | Sofia Albertina di Erbach-Erbach                                      |  |  |       |  |  |                      |  |  |                             |  |
| Augusta di Hannover              |                            | Elisabetta Albertina di Sassonia-Hildburghausen    |                                                                       |  |  |       |  |  |                      |  |  |                             |  |
|                                  | Federico II d'Assia-Kassel | Guglielmo VIII d'Assia-Kassel                      |                                                                       |  |  |       |  |  |                      |  |  |                             |  |
|                                  | Federico II d'Assia-Kassel | Guglielmo VIII d'Assia-Kassel                      |                                                                       |  |  |       |  |  |                      |  |  |                             |  |
|                                  | Federico II d'Assia-Kassel | Dorotea Guglielmina di Sassonia-Zeitz              |                                                                       |  |  |       |  |  |                      |  |  |                             |  |
| Federico d'Assia-Kassel          | Federico II d'Assia-Kassel |                                                    |                                                                       |  |  |       |  |  |                      |  |  |                             |  |
|                                  |                            | Maria di Gran Bretagna                             | Giorgio II di Gran Bretagna                                           |  |  |       |  |  |                      |  |  |                             |  |
|                                  |                            | Maria di Gran Bretagna                             | Giorgio II di Gran Bretagna                                           |  |  |       |  |  |                      |  |  |                             |  |
|                                  |                            | Maria di Gran Bretagna                             | Carolina di Brandeburgo-Ansbach                                       |  |  |       |  |  |                      |  |  |                             |  |
| Augusta di Assia-Kassel          |                            | Maria di Gran Bretagna                             |                                                                       |  |  |       |  |  |                      |  |  |                             |  |
|                                  |                            | Carlo Guglielmo di Nassau-Usingen                  | Carlo di Nassau-Usingen                                               |  |  |       |  |  |                      |  |  |                             |  |
|                                  |                            | Carlo Guglielmo di Nassau-Usingen                  | Carlo di Nassau-Usingen                                               |  |  |       |  |  |                      |  |  |                             |  |
|                                  |                            | Carlo Guglielmo di Nassau-Usingen                  | Cristina Guglielmina di Sassonia-Eisenach                             |  |  |       |  |  |                      |  |  |                             |  |
| Carolina di Nassau-Usingen       |                            | Carlo Guglielmo di Nassau-Usingen                  |                                                                       |  |  |       |  |  |                      |  |  |                             |  |
|                                  |                            | Carolina Felicita di Leiningen-Dagsburg-Heidesheim | Cristiano Carlo Reinardo di Leiningen-Dachsburg-Falkenburg-Heidesheim |  |  |       |  |  |                      |  |  |                             |  |
|                                  |                            | Carolina Felicita di Leiningen-Dagsburg-Heidesheim | Cristiano Carlo Reinardo di Leiningen-Dachsburg-Falkenburg-Heidesheim |  |  |       |  |  |                      |  |  |                             |  |
|                                  |                            | Carolina Felicita di Leiningen-Dagsburg-Heidesheim | Caterina Polissena di Solms-Rodelheim                                 |  |  |       |  |  |                      |  |  |                             |  |
|                                  |                            | Carolina Felicita di Leiningen-Dagsburg-Heidesheim |                                                                       |  |  |       |  |  |                      |  |  |                             |  |